# Sebastião Pereira de Castro
Sebastião de Abreu Pereira de Brito e Castro (Lanheses, Viana do Castelo, 1689 - Lisboa,19 de Maio de 1755) foi um clérigo e juiz português.
Foi freire na ordem de S. Bento de Avis, cavaleiro fidalgo da Casa Real (tendo-lhe sido acrescentado o foro de capelão), Conselheiro, Procurador Geral e Promotor Fiscal das Três Ordens Militares, Juiz Desembargador do Desembargo do Paço, Desembargador da Casa da Suplicação Desembargador dos Agravos da Casa da Suplicação,, membro do Conselho Geral do Santo Ofício e pré-comissário geral da Bula da Santa Cruzada. Na descrição de «Privilégios dos oficiais da cruzada», de que foi o autor, apresenta-se como também ter sido mestre-escola da Colegiada da Sé de Évora.
"Fez às vezes de 1.º Ministro de El-Rei D. João V, e algum tempo de D. José".

## Biografia
Estudou no Seminário Patriarcal e tirou o doutoramento na Universidade de Coimbra e que aí "foi mestre e colegial dos freires".
A partir de 1745 passa a receber dinheiro para os gastos (de "escrivaninha") como embargador do Paço. 
Está na lista de pessoas com lugar marcado para assistir à aclamação d´El-rei D. José I de Portugal, na qualidade de Comissário Geral da Bula da Cruzada. Acto público que se realizou no dia 7 de setembro de 1750, uma segunda-feira, iniciando-se por volta das 2 horas e meia da tarde, nos Paços da Ribeira, no Terreiro do Paço, em Lisboa.
O genealogista Felgueiras Gayo refere que foi "Vallido do Rei D. João V Ministro de Poucas Palavras, e menos agrado para as partes; e bastante improdente".
No entanto, muito diferente opinião e muito completa, é a notícia que saiu por altura da sua morte que diz que: "Faleceu na Cidade de Lisboa a 19 de Maio de 1755 com a idade de sessenta e seis anos e quatro meses ... o Desembargador Fr Sebastião Pereira de Castro, Fidalgo da Casa Real, do Conselho d´El-Rei, e do Geral do Santo Oficio, Comissario Geral da Bula da Santa Cruzada nestes Reinos e suas Conquistas, Mestre Escola de Évora, que havendo se aplicado com felicidade às letras foi Colegial do Colégio das Ordens Militares na Universidade de Coimbra e Opositor às Cadeiras de Leis onde, pelo conhecimento da sua grande literatura, foi chamado para Procurador das Ordens e promovido depois a Desembargador da Casa da Suplicação sucessivamente de Agravos e Desembargador do Paço. Varão ornado de grandes virtudes letras e rectidão, circunstâncias que o fizeram muito atendido dos Soberanos como se manifestou na prontidão com que o Senhor Rei D. José logo dois dias depois do seu falecimento remunerou seus relevantes serviços acrescentando uma vida mais no Senhorio e Alcaidaria Mor da Vila de Lindoso e nas Comendas de São Pedro Fins de Ferreira e oitavos na mesma Vila na Ordem de Cristo, de que já havia feito mercê a seu sobrinho Francisco de Abreu Pereira Cirne (senhor do Paço de Lanheses). Era Freire da Ordem de S Bento de Aviz em cujo hábito foi sepultado na Igreja de Nossa Senhora do Desterro dos Monges da Ordem de Cister, com assistência de toda a Nobreza da Côrte".
Há igualmente um seu conterrâneo, Porto Pedroso, que refere que: "Faleceu no ano de 1755 deixando ainda por despachar os últimos serviços que prestou às coroa".
Possivelmente deixando-os para os executar o seu sobrinho e protegido, igualmente desembargador do paço, o Frei Doutor José Ricalde de Pereira e Castro.
Tanto ele, como o seu referido predilecto, viviam no edifício conhecido por Casas da Costa do Castelo e depois por Palácio Vila Flor, em Lisboa. Este pertenceria a sua sobrinha, casada com o filho varão do seu irmão mais velho, que o receberia pela herança da família Cirne após a morte do pai dela João Ribeiro de Cirne Peixoto.

## Dados Genealógicos
Filho de: Francisco de Abreu Pereira, Fidalgo da Casa Real, cavaleiro da Ordem de Cristo, senhor do Paço de Lanheses, apresentador da abadia de Lanheses e de Mariana Francisca de Castro.
Foi baptizado em a 28 de Janeiro de 1689, em Lanheses, pelo Doutor frei Gregório Figueiroa (irmão da mãe), sendo o seu padrinho o arcipreste de Viana, António Araújo Lomba.